# Eunereis longissima
Espèce
Eunereis longissima (anciennement Nereis longissima) est une espèce de vers annélides marins appartenant à la famille des Nereididae.

## Répartition
Eunereis longissima est présent dans l'Atlantique nord-est (de l'embouchure de la Loire et l'Irlande jusqu'au nord de la Finlande), plus localisé en Méditerranée.

## Description et biologie
Le corps est rosé iridescent, il peut atteindre 46 cm de longueur.

Cette espèce vit parmi les graviers, les rochers ainsi que dans les fonds marins.